# Duoplasmatrón

Illustración del Duoplasmatrón

El Duoplasmatrón es una fuente de iones en la que un filamento catódico emite electrones en una cámara de vacío. Un gas como el argón se introduce en cantidades muy pequeñas en la cámara, donde se carga o ioniza a través de interacciones con los electrones libres del cátodo, formando un plasma. El plasma es entonces acelerado a través de una serie de al menos dos rejillas altamente cargadas, y se convierte en un haz de iones, moviéndose a una velocidad bastante alta desde la apertura del dispositivo.
La fuente Duoplasmatrón (modelo HVEE-358) es una fuente de gas, dedicado principalmente a la producción de He e H.

## Proceso
En una fuente duoplasmatrón, la generación de iones se produce en un proceso de descargas con dos etapas.  En la primera etapa el plasma del gas inyectado en la fuente se mantiene gracias a la emisión de electrones desde un filamento incandescente (cátodo). Un electrodo intermedio actúa como el ánodo de la primera descarga y está equipado con una abertura en su centro. El plasma es guiado a través de él gracias a un campo magnético axial hasta una segunda cámara de descarga. La segunda descarga se mantiene entre el electrodo intermedio, que ahora actúa como un cátodo y el ánodo principal. El fuerte campo magnético axial generado en esta región confina el plasma en un pequeño volumen y es responsable de la alta densidad del plasma. El haz es extraído de la fuente a través de una apertura que existe en el ánodo principal
La fuente Duoplasmatron puede configurase para producir tanto iones positivos como negativos. El ion H- puede obtenerse directamente de la fuente, con unas corrientes que alcanzan las decenas de microamperios.
Sin embargo, este proceso no es tan eficiente para la producción de He-. Entonces, la fuente funciona en "modo positivo", es decir, produciendo iones He+. Estos iones, tras extraerse de la fuente, se hacen pasar a través de un canal de Li para producir un intercambio de carga. Dentro de este canal, existe una atmósfera de vapor de Li, que cede electrones al haz, volviéndolo negativo. La fuente Duoplasmatron produce, por lo general, cientos de microamperios de He+. La eficiencia del canal de litio es de, aproximadamente, un 2% dando como resultado unos pocos microamperios de He- a la entrada del acelerador.